# Kantele

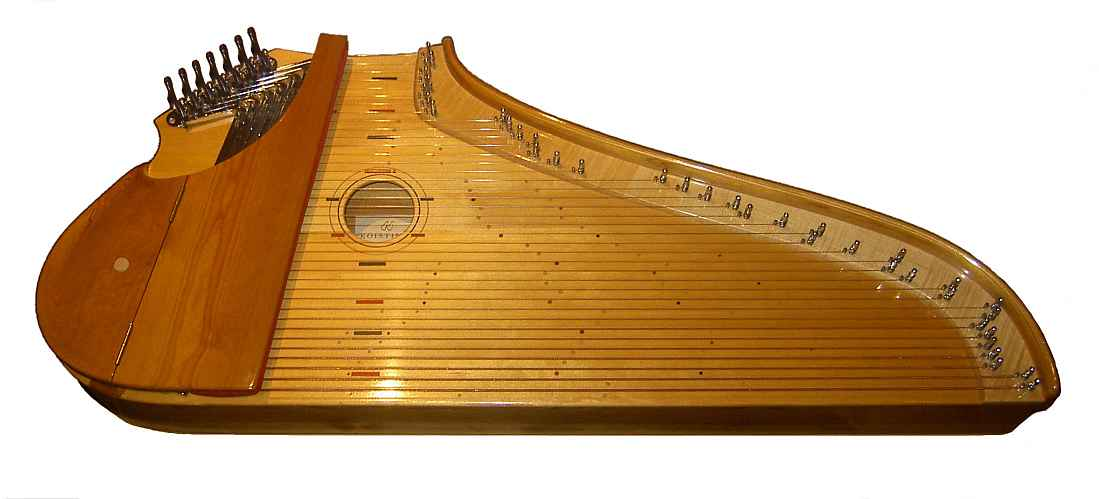
Konsertkantele från Koistinen med 38 strängar.

Kantele (estniska: kannel, karelska: kandeleh) är ett triangelformat stränginstrument av cittratyp. Det är vanligt i östersjöfinsk folkmusik (bland ester, finnar, kareler osv) och har ett klart, klocklikt ljud.[källa behövs] Instrumentet är Finlands och Karelska Republikens nationalinstrument. 
Enligt den östersjöfinska traditionen konstruerade magikern Väinämöinen från Kalevala den första kantelen med käkbenet från en jättegädda och tagel från en trollhäst. Den alstrade musik som drog till sig skogens alla varelser trollbundna av dess välljud.
Kantelen kan spelas med fingrarna eller plektrum. Den spelas traditionellt liggande i knät eller på ett litet bord. Den kan även spelas stående hängande om halsen.
Ursprungligen hade kantelen fem strängar som efter hand blev upp till femton. Lådan gröptes ut ur ett enda trästycke. Den traditionella stämningen är diatonisk. Idag kan konsertinstrument vara betydligt mer raffinerade, med trettionio strängar och en mekanism för att byta tonart. Kantelen är ett i hög grad levande instrument i Finland och det finns numera även elektriska varianter.
Liknande instrument finns i trakterna runt Östersjön: kannel i Estland, kokles i Lettland, kankles i Litauen och gusli i Ryssland.
Till kända utövare av instrumentet hör Olli Suolahti, Emil Kauppi, Ulla Katajavuori och Pasi Jääskeläinen.